# Kepler-35
Désignations
Kepler-35 est une étoile binaire dont les deux composantes sont semblables au Soleil. Elle est située à environ ∼ 6 250 a.l. (∼ 1 920 pc) de la Terre. Les étoiles, nommées Kepler-35 A et Kepler-35 B ont des masses de respectivement 89 % et 81 % masse solaire ; elles sont donc toutes les deux de classe spectrale G. Elles sont distantes de 0,176 UA et parcourent une orbite excentrique autour d'un centre de masse commun en 20,73 jours.

## Planète
Kepler-35 b, formellement désignée Kepler-35 (AB) b, est une géante gazeuse qui orbite autour du système double Kepler-35. Elle a une masse d'un peu plus d'un huitième de celle de Jupiter et son rayon est estimé à 0,728 fois celui de Jupiter. Kepler-35 b parcourt une orbite relativement excentrique en 131,458 jours, dont le demi-grand axe mesure un peu plus de 0,6 ua, seulement environ 3,5 fois le demi-grand axe séparant ses étoiles-mères. La proximité et l'excentricité des deux étoiles ainsi que le fait que leurs masses sont similaires font que l'orbite de la planète ressemble peu à une orbite képlérienne. Les études suggèrent que cette planète s'est probablement formée plus loin que son orbite actuelle et qu'elle s'est rapprochée par la suite.